# Жерявка
Жерявка (словен. Žerjavka) — поселення в общині Шенчур, Горенський регіон, Словенія. Висота над рівнем моря: 364,9 м.